# Anthrax macquarti
Anthrax macquarti är en tvåvingeart som beskrevs av Andretta och Carrera 1952. Anthrax macquarti ingår i släktet Anthrax och familjen svävflugor. Inga underarter finns listade i Catalogue of Life.